# Patrice Toye
Pour les articles homonymes, voir Toye.
Patrice Toye est une réalisatrice belge née le 31 juillet 1967 à Gand. Toye a étudié le cinéma à Sint-Lukas à Bruxelles, où elle a obtenu son diplôme en 1989. En 1990, elle réalise son premier court métrage et en 1998 son premier long métrage. Toye est professeur de cinéma à la LUCA School of Arts sur le campus Sint-Lukas Brussels.

## Filmographie partielle
- 1990: Tout ce qu'elle veut (court métrage)
- 1992: Vrouwen willen trouwen (court métrage)
- 1994: Stad in zicht (court métrage)
- 1996: Stoute schoenen (série télévisée)
- 1997: L'amant de Maman (série télévisée)
- 1998 : Rosie, sa vie est dans sa tête (Rosie)
- 2008 : Nowhere Man
- 2005 : Gezocht: man (série télévisée)
- 2012 : Little Black Spiders[1]
- 2019 : Muidhond